# يعقوب نخلة روفيله
يعقوب نخلة روفيله (القاهرة 1847 - 14 أبريل 1905)، مؤرخ مصري ولد في القاهرة سنة 1847 في عائلة قبطية. يعتبر من أشهر أقباط مصر في القرن ال 19 وأول شخص يلفت النظر لاعمال أبو دقن؛ بل ويقتبسها (يوسف أبو دقن هو أحد علماء الاقباط في القرن السادس عشر؛ وكان قد تعلم وعلم في أوروبا في الفترة من 1595 – 1632). من أهم مؤلفاته كتاب تاريخ الأمة القبطية. ويُعد واحد من الكتب المرجعية الهامة التي صدرت قرب نهاية القرن التاسع عشر؛ فلقد صدرت الطبعة الاولي منه عام 1899 م؛ والكتاب يقع في حوالي 378 صفحة؛ وجاءت عبارات مدح وتقدير الكتاب في 6 صفحات؛ كتبها كل  بطرس افندي حنا عبود أستاذ اللغة الإنجليزية بمدرسة الفيوم الأميرية؛ والأستاذ جرجس فيلوثاوس عوض  الكاتب والمؤرخ المعروف؛ ليكون مجمل الكتاب 384 صفحة؛  أضف عليه الملاحق والفهارس  في حوالي 16 صفحة أخري؛ وأنتهي المؤلف من كتابة الكتاب في 7 سبتمبر 1899 م؛ وصدرت طبعته الأولي عن مطبعة التوفيق في نفس العام. ويذكر الدكتور جودت جبرة في مقدمة  الطبعة الثانية من الكتاب؛ أن هذا الكتاب يعتبر  أول عمل هام يتناول تاريخ الأقباط في مجلد واحد؛ وبالرغم من  مرور قرن كامل علي ظهور الكتاب؛ إلا أنه ما زال مصدرا موثوقا به للمشتغلين بالتاريخ القبطي؛ كما أنه في نفس الوقت  كتاب نافع لكل مثقف يرغب في الوقوف علي التاريخ الحقيق لأجداده؛ فلقد أقدم علي  تأليف هذا الكتاب غير مبال بما يلاقيه من صعوبات في إعداده؛ ولقد خرج بمجموعة من النتائج تدل عل قدرته علي النظرة الشاملة والفاحصة في نفس  الوقت لتاريخ الأقباط. كما أتبع روفيلة منهجا علميا في تقييمه للمادة التاريخية المتاحة له آن ذاك. ويضيف الدكتور جودت  أنه عند تقييم كتاب روفيلة علينا أن نضع في الإعتبار أنه قد مضت مائة عام علي طباعته ظهرت فيه موسوعات ومعاجم عديدة ومؤلفات لا حصر لها لم تكن في متناول يد المؤلف؛ ومن ثم يجب أن نتجاوز عن الأخطاء التي وقع فيها فيما يتعلق بالأصول المصرية القديمة أو القبطية لأسماء المواقع والمدن المذكورة في الكتاب؛ ومن بين المميزات  التي تميز بها هذا الكتاب؛ كما يذكر الدكتور جودت أنه  قام بوضع فهرس مرتب ترتيبا أبجديا جمع فيه أسماء الأعلام من شخصيات ومواقع جغرافية وأدمج فيها عددا كبيرا من الموضوعات التي مثلت  بالنسبة له أهمية خاصة مثل (جامع ابن طولون) أو (ضرائب الأقباط) أو (قوانين ابن العسال) مما يزيد من قيمة الكتاب؛ ولقد  كان سابقا لعصره في التنبيه علي أهمية جمع التراث الأدبي للأقباط فيقول (يا حبذا لو انتهز بعض فضلائنا هذه الفرصة  الثمينة ووجهوا  إلتفاتهم إلي ما بقي عندنا من الآثار القديمة  العديمة المثال  تحت يد من لا يعرف لها قيمة ويرفعون لغبطة البطريرك مشروعا يجمع شتاتها في محل واحد مع المحافظة عليها كما أشرنا إلي ذلك فيما تقدم.

## سيرة حياة
بعد أن تلقى تعليمه في الكتاتيب القبطية، درس اللغتين الإيطالية والإنجليزية فاتقنهما ثم عين أستاذا لهما في مدرسة حارة السقايين القبطية وتمكن أثناء عمله من تعلم اللغة الفرنسية ثم استقال وعين مصححا في المطبعة الأميرية فتدرب على أعمالها حتى صار خبيرا بأعمال المطابع مما ساعده بعد ذلك في إنشاء مطبعة جريدة الوطن ومطبعة جمعية التوفيق حيث درب عمالهما على أعمال الطباعة. عين بعد ذلك كاتبا في وزارة المالية وظل بها يترقى إلى أن أصبح رئيس قلم وأحيل على المعاش وهو على الدرجة الثانية، وبعدها عين سكرتيرا لشركة سكك حديد الفيوم، فأنشأ بالفيوم عدد من الجمعيات الخيرية الأهلية كما أسس مدرستين كبيرتين لتعليم البنين والبنات.
كما قام بتأسيس جمعية دينية عرفت بأسم «جمعية الله معنا»؛ وأسس في منزله «النادي القبطي». كما أسس ناديا علميا  بأسم النادي المصري الإنجليزي للحوار Anglo Egyptian Discussion Club  وكان في باديء الأمر يجتمع في مدرسة الاقتصاد بالظاهر؛ وكان يرأس جلسات الحوار أستاذ بريطاني؛ ثم قام  يعقوب نخلة روفيلة بتسليمها إلي مدرسة التوفيق؛ فقامت بتبديل أسمها إلي «مدرسة  التوفيق».
كان من التيار الإصلاحي في الأقباط المصريين فكان من مؤسسي جمعية التوفيق القبطية (1891)، وساهم في تشكيل المجلس الملي وإصلاحات أخرى.

## وفاته
في سنة 1905 أصيب بمرض، وتوفي صباح الجمعة 14 أبريل نفس السنة وهو في الثامنة والخمسين، ودفن في دير مار مينا.

## مؤلفاته
- تاريخ الأمة القبطية (1898)[4]
- التحفة المرضية في تعليم الإنكليز اللغة العربية (1882)
- الإبريز في تعليم لغة الإنكليز (1882)
- قاموس الإصلاحات (لم يطبع)[1]